# Mesg (Unix)
mesg est une commande Unix qui permet de voir (ou de modifier) les permissions d'écriture sur le terminal courant (par d'autres utilisateurs).
La commande sans argument, mesg affiche les droits courants du terminal. Le premier argument permet de modifier ces droits, permettant d’autoriser (mesg y) ou d’interdire (mesg n) aux autres utilisateurs l’écriture sur le terminal courant. 